# Корнеліу Зеля Кодряну
Корне́ліу Зеля Кодря́ну (рум. Corneliu Zelea Codreanu, справжнє ім'я — Корнелій Кодря́ну, рум. Corneliu Codreanu, 13 вересня 1899, Хуші, жудець Васлуй, Румунська Молдова, Румунія — 30 листопада 1938, Тинкебешть, жудець Ілфов, Валахія, Румунія) — румунський націоналіст, політичний діяч українсько/польсько-німецького походження, творець та очільник націоналістичної організації «Легіон Архангела Михайла» (Legiunea Arhanghelul Mihail), відомого також як «Залізна гвардія» (Garda de Fier). Послідовники іменували його «Капітан» (Căpitanul).

## Життєпис
Народився в Румунській Молдові у 1899 році. Був сином вчителя старших класів з невеличкого молдовського містечка. По батьковій лінії мав польське (Зелінський), а по материнській — німецьке походження.
Закінчив початковую школу, у 1912—1916 навчався у військовому ліцеї в Менестіря-Дялу (Mănăstirea Dealu). Потім вступив на юридичний факультет у Яссах, де очолив Товариство студентів права. Під його керівництвом організація протестувала проти виключення з навчальної програми обов'язкової релігійної служби.
Під час І Світової війни, коли його батько пішов до армійських лав, втік з дому до частини, де той служив. Але внаслідок недостатнього віку йому відмовили в усіх військових підрозділах, до яких він намагався вступити.
У 1917—1918 навчався у Військовій піхотній школі. Пізніше навчався у Берліні та Йені.

## В рядах LANC
У 1919, під час навчання в Ясах, Кодряну знайомиться з професором Олександром Кузою та робітником-націоналістом Костянтином Паску. Разом вони утворили Гвардію Національного Сумління, що практикувала крайній націоналізм у формі вуличної протидії лівим радикалам. Зрештою на базі цього гурту було сформовано Національну Християнську Лігу (LANC), яка під час парламентських виборів 1926 спромоглася отримати 120 000 голосів електорату, отримавши при цьому 10 депутатських мандатів у вищому законодавчому органі держави.
Поступово внаслідок розбіжностей поглядів щодо подальшого курсу розвитку LANC між Кодряну і Кузою виникають значні тертя. 24 червня 1927 Кодряну остаточно полишає її лави, протестуючи таким чином проти нерішучості й кволості реальних дій та внутрішньопартійного інтриганства.

## «Легіон Архангела Михаїла»
З 1924 Кодряну поступово творить власну організаційну структуру орденського типу. Початково проект мав назву «Братство Хреста», але у процесі оформлення організація змінила назву на «Легіон Архангела Михаїла»
Ідеологією Легіону був традиціоналістсько-консервативний релігійно-національний культ, тісно пов'язаний з правим містицизмом.
Основною ідеєю легіонерів було формування якісно нової нації для керування країною. Кожен легіонер мав жити з відчуттям внутрішнього зв'язку між минулим та майбутнім румунського народу.
Всередині Легіону утворюється бойова структура під назвою «Залізна Гвардія». Організаційна одиниця- гніздо. Уніформою легіонерів слугували зелені сорочки.
Легіон починає активну політичну діяльність. З 1931 Кодряну — депутат.
В червні 1932 за партію легіонерів проголосувало 70 674 виборці. Однак її популярність спричинила гостре незадоволення конкурентів, від короля і поліції до партій-суперниць. За наказом міністра внутрішніх справ Дуки організація Корнеліу Кодряну була заборонена. Через три дні троє легіонерів Дуку застрелили.

## Діяльність Легіону
У Легіоні з самого початку створення активно практикувалася фізична праця у сільській місцевості, матеріальна та моральна допомога людям фізичної праці.
У 1936 було офіційно відкрито Робітничий корпус Легіону, а також розпочато діяльність легіонерів у торговельній сфері. Менш ніж за рік Комерційний батальйон Легіону заснував мережу легіонерських ресторанів, бакалійних лавок та майстерень. За рахунок доходів фінансувався відпочинок дітей з непривілейованих родин. Окрім того, Легіон керував благочинною організацією та санаторієм. Не очікуючи допомоги від уряду, зелені сорочки зводили власну Румунію.
Наприкінці 1936 7 легіонерів вирушили до Іспанії на допомогу іспанським фалангістам. У січні наступного року Іон Мота, уповноважений капітан Легіону, і Васіл Марин, лідер бухарестських легіонерів, загинули в бою. Їх тіла доставили у Бухарест, де в останній шлях героїчних послідовників Кодряну проводжали десятки тисяч співвітчизників.
Загалом за період 1924—1937 легіонери здійснили 11 вбивств, переважно з політичних мотивів. За цей же період було замордовано більше 500 зеленосорочечників. У квітні-грудні 1939 близько 1200 легіонерів заарештовано, кинуто за ґрати та знищено.

## «Все для Батьківщини»
Легіон продовжував свою діяльність, хоча через законодавчу заборону Кодряну змушений був формально створити нову легальну партію — «Все для Батьківщини» (Totul pentru Țară, скорочено TPȚ). Популярність легіонерів тим часом постійно зростає. Опозиційні партії почали терміново змінювати власні програмові засади, аби конкурувати з рухом Кодряну. Програма самого Легіону була підтримана успіхом фашистських рухів в масштабах Європи.
Водночас король знову намагається знайти компроміс з Кодряну, але той вкотре відповідає відмовою. Для монарха це стало останньою краплею. Новий міністр внутрішніх справ Калінеску ініціював заборону на діяльність політичних партій. Кодряну віддає наказ TPȚ саморозпуститися.

## Кінець легіонерського руху
30 листопада 1938 Кодряну та 13 його товаришів за наказом короля були заарештовані та страчені у безлюдній сільській місцевості.
Наступником Кодряну став Хорія Сіма. Але поновити дисципліну та структурованість «Залізної Гвардії» йому не вдалося. Спроба легіонерів 21-23 січня 1941 захопити владу закінчилася фіаско.
За режиму Антонеску Кодряну був визнаний видатним діячем, проте діяльність його партії відновлена не була.